# Melvin Lastie
Melvin Clarke Lastie, Sr. (* 18. November 1930 in New Orleans; † 4. Dezember 1972 ebenda) war ein US-amerikanischer Musiker (Trompete, Kornett), Manager und Musikproduzent im Bereich des Rhythm and Blues und des Soul Jazz. Lastie war als Trompeter an Aretha Franklins Version von Respect, an Willie Bobos größtem Erfolg Spanish Grease und an Lou Donaldsons Hit-Album Alligator Bogaloo beteiligt.

## Werdegang
Lastie kam als Sohn von Frank and Alice Hill Lastie in New Orleans, Louisiana, zur Welt. Von seinen fünf Geschwistern waren auch seine Brüder David (1934–1987; Saxophon) und Walter „Popee“ Lastie (1938–1980; Schlagzeug) musikalisch aktiv. Lastie wurde bereits mit 15 Jahren Mitglied der Band von Paul Barbarin. Während seiner Zeit auf der Booker T. Washington High School in New Orleans organisierte er eine professionelle Jazzband, in der auch der Pianist Fats Domino und der Jazz-Schlagzeuger Ed Blackwell spielten. Mit 16 Jahren ging er mit Hosa Hills Band auf Tour und kehrte 1948 nach New Orleans zurück, um das kurzlebige Melvin Lastie Orchestra zu gründen. Ornette Coleman war mit Melvin befreundet und lebte kurze Zeit bei der Familie. Als Coleman in Baton Rouge von einer rassistischen Jugendgang zusammengeschlagen und um sein Tenorsaxophon gebracht wurde, lieh ihm Melvin kurzerhand ein Altsaxophon seines Bruders David Lastie, damit Coleman weiter spielen konnte.
Im selben Jahr wurde er zur US-Armee eingezogen; nach seiner Entlassung formierte er mit seinem Bruder David die Formation The Lastie Brothers, die auf zahlreiche Tourneen ging und 1954 den Bluessänger Big Joe Turner begleitete. In den folgenden Jahren arbeitete Melvin im Geschäft seines Vaters in New Orleans; daneben trat er regelmäßig in der Show Bar in der Bourbon Street auf. Von 1957 bis 1959 leitete er seinen eigenen Nachtklub The High Hat. Außerdem war er in der amerikanischen Musikergewerkschaft aktiv. 1961 wirkte er als Solist auf dem Kornett beim ersten Hit I Know (You Don’t Love Me No More) der R&B-Sängerin Barbara George mit.
1961 gründete Lastie zusammen mit Harold Battiste das Label A.F.O. Records (All for One), mit dem er 1963 nach Los Angeles zog und auch als Produzent für das Label von Sam Cooke arbeitete. Außerdem arbeitete er als Sessionmusiker für Künstler wie Lou Donaldson (Alligator Bogaloo, 1967), Aretha Franklin (Respect), King Curtis, Dr. John, Herbie Hancock (Don’t Even Go There, 1967), Eddie Harris (The Electrifying, 1967), Freddie King, Wilson Pickett, Dave Pike (Jazz for the Jet Set, 1968) und Herbie Mann (Memphis Two-Step) sowie als Arrangeur und Musiker für Willie Bobo, für den er schließlich auch als Manager tätig wurde. Lastie produzierte auch Bobos erstes Erfolgsalbum Spanish Grease sowie dessen Nachfolger Uno Dos Tres 1-2-3. 1969 arbeitete er erneut mit Battiste zusammen, als sie Aufnahmen von King Floyd und Al „Shine“  Robinson produzierten.
Im Bereich des Jazz war er laut Tom Lord zwischen 1958 und 1971 an 36 Aufnahmesessions beteiligt.
Melvin Lastie starb am 4. Dezember 1972 in seiner Heimatstadt New Orleans im Alter 42 Jahren an den Folgen einer Krebserkrankung.

## Rezeption
Melvin Lastie war als Co-Autor, Trompeter und Produzent an Spanish Grease (1965) beteiligt, dem größten Hit des Latin-Perkussionisten Willie Bobo. Ein Sample der Melodie von Spanish Grease wiederum diente der englischen Sängerin Kirsty MacColl als Vorlage für ihren Song In These Shoes. Der Titel erreichte im März 2000 lediglich Platz 81 der UK-Single-Charts, entwickelte sich aber anschließend zu einem Longseller, der oft in Spielfilmen Verwendung fand. Bette Midler veröffentlichte im April 2001 ihre Version von In These Shoes.

## Ehrungen
Ihm zu Ehren komponierte Cannonball Adderley Suite Cannon: For Melvin Lastie, erschienen auf seinem Album Pyramid (1974).

## Diskografie (Auswahl)
- Hal-Mel (Harold Battiste & Melvin Lastie): Alone Together (Opus 43, 1976)
- Mel Lastie: That Old Time Religion (A.F.O. Records, 1993)

mit Dave Pike
- 1965: Jazz for the Jet Set (Atlantic, 1966)

mit Willie Bobo
- 1965: Spanish Grease (Verve)
- 1966: Uno Dos Tres 1•2•3 (Verve)
- 1967: Juicy (Verve)

mit Lou Donaldson
- 1967: Alligator Bogaloo (Blue Note)

mit Aretha Franklin
- 1967: I Never Loved a Man the Way I Love You (Atlantic)
- 1968: Lady Soul (Atlantic)

mit King Curtis
- 1968: Sweet Soul (Atco Records)